# Guyonvelle
Guyonvelle ist eine französische Gemeinde mit 90 Einwohnern (Stand: 1. Januar 2022) im Département Haute-Marne in der Region Grand Est (vor 2016 Champagne-Ardenne); sie gehört zum Arrondissement Langres und zum Kanton Chalindrey. Die Einwohner werden Guyonvellois und Guyonvelloises genannt.

## Geografie
Guyonvelle liegt rund 55 Kilometer südöstlich der Stadt Chaumont. Umgeben wird Guyonvelle von den Nachbargemeinden Soyers im Norden und Westen, Voisey im Osten und Nordosten, Velles im Südosten, Laferté-sur-Amance im Süden sowie Anrosey im Südwesten.

## Bevölkerungsentwicklung
| Jahr                       | 1962 | 1968 | 1975 | 1982 | 1990 | 1999 | 2006 | 2019 |
| Einwohner                  | 227  | 225  | 189  | 177  | 146  | 120  | 121  | 104  |
| Quellen: Cassini und INSEE |      |      |      |      |      |      |      |      |

## Persönlichkeiten
- Martin Luc Huin (1836–1866), Missionar in Korea, Heiliger der römisch-katholischen Kirche, geboren in Guyonvelle

## Sehenswürdigkeiten
- Friedhofskreuz aus dem 15. Jahrhundert, seit 1927 als Monument historique eingeschrieben